# آندره کرزاتالا
آندره کرزاتالا (انگلیسی: André Krzatala؛ زادهٔ ۱۶ ژانویهٔ ۱۹۹۰) بازیکن فوتبال اهل آلمان است.